# Screen Actors Guild Awards 2009

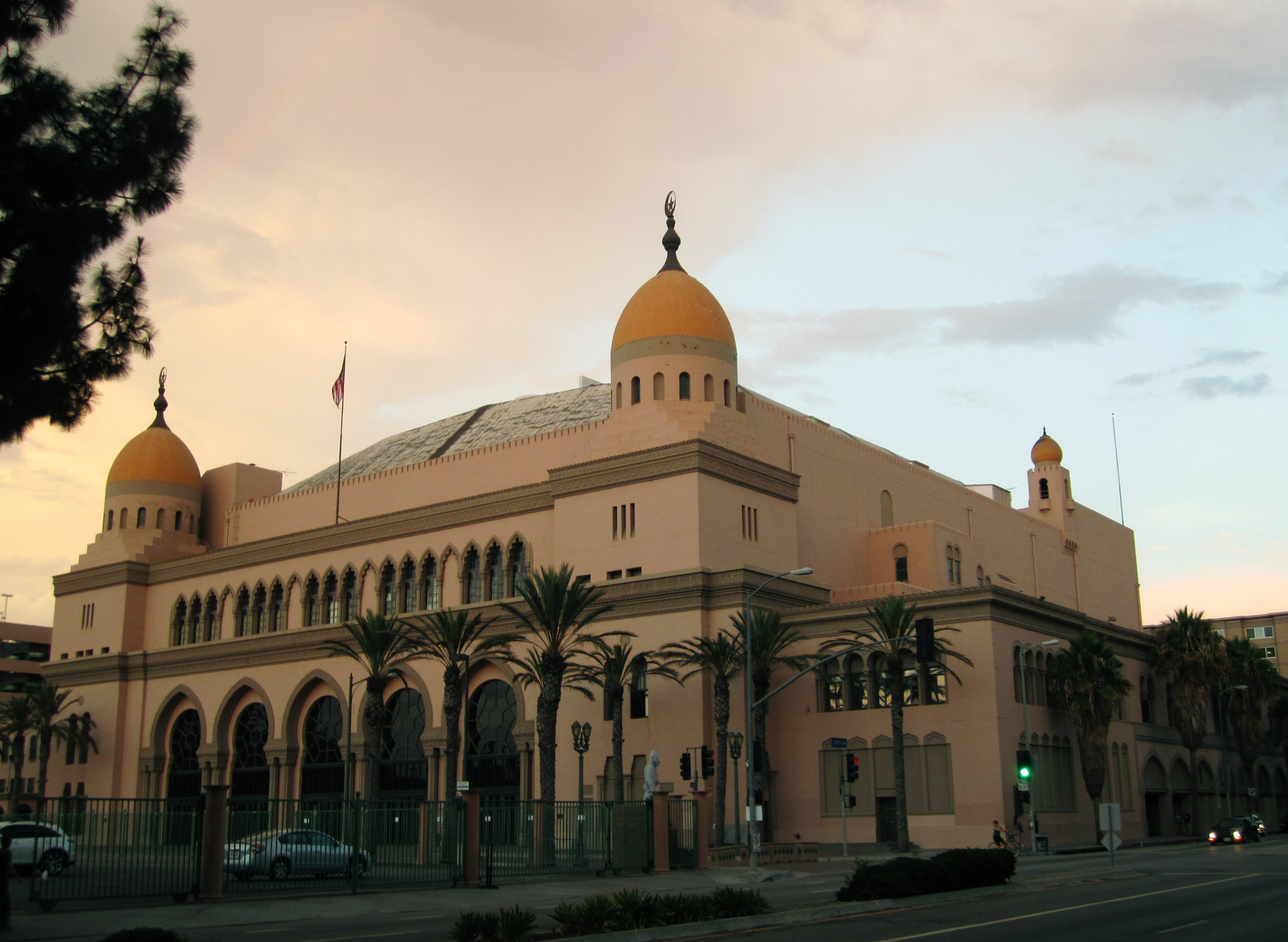
Das Shrine Exposition Center, Veranstaltungsort der Screen Actors Guild Awards 2009

Die 15. Verleihung der US-amerikanischen Screen Actors Guild Awards (englisch 15th Screen Actors Guild Awards), die die Screen Actors Guild jedes Jahr in den Bereichen Film (6 Kategorien) und Fernsehen (9 Kategorien) vergibt, fand am 25. Januar 2009 im Shrine Exposition Center in Los Angeles statt. Die so genannten SAG Awards ehren, im Gegensatz beispielsweise zum Golden Globe Award, nur Film-, Fernseh- und Ensembleschauspieler und gelten als Gradmesser für die bevorstehende Oscar-Verleihung. Gekürt werden die Sieger von den Mitgliedern der Screen Actors Guild, der man angehören muss, um in den Vereinigten Staaten als Schauspieler zu arbeiten.
Die Nominierten waren am 18. Dezember 2008 im Silver Screen Theater des Pacific Design Centers in West Hollywood von den Schauspielern Angela Bassett und Eric McCormack bekanntgegeben worden. In den Vereinigten Staaten wurde die Verleihung live von den Kabelsendern TNT und TBS gezeigt.
Für sein Lebenswerk wurde der US-amerikanische Schauspieler James Earl Jones gewürdigt.

## Gewinner und Nominierte im Bereich Film
| Film                                  | N | A |
| ------------------------------------- | - | - |
| Glaubensfrage                         | 5 | 1 |
| Milk                                  | 3 | 1 |
| Der seltsame Fall des Benjamin Button | 3 | 0 |
| The Dark Knight                       | 2 | 2 |
| Slumdog Millionär                     | 2 | 1 |
| Frost/Nixon                           | 2 | 0 |

### Bester Hauptdarsteller
Sean Penn – Milk
Richard Jenkins – Ein Sommer in New York – The Visitor (The Visitor)
Frank Langella – Frost/Nixon
Brad Pitt – Der seltsame Fall des Benjamin Button (The Curious Case of Benjamin Button)
Mickey Rourke – The Wrestler – Ruhm, Liebe, Schmerz (The Wrestler)

### Beste Hauptdarstellerin
Meryl Streep – Glaubensfrage (Doubt)
Anne Hathaway – Rachels Hochzeit (Rachel Getting Married)
Angelina Jolie – Der fremde Sohn (Changeling)
Melissa Leo – Frozen River
Kate Winslet – Zeiten des Aufruhrs (Revolutionary Road)

### Bester Nebendarsteller
Heath Ledger (postum) – The Dark Knight
Josh Brolin – Milk
Robert Downey Jr. – Tropic Thunder
Philip Seymour Hoffman – Glaubensfrage (Doubt)
Dev Patel – Slumdog Millionär (Slumdog Millionaire)

### Beste Nebendarstellerin
Kate Winslet – Der Vorleser (The Reader)
Amy Adams – Glaubensfrage (Doubt)
Penélope Cruz – Vicky Cristina Barcelona
Viola Davis – Glaubensfrage (Doubt)
Taraji P. Henson – Der seltsame Fall des Benjamin Button (The Curious Case of Benjamin Button)

### Bestes Schauspielensemble
Slumdog Millionär (Slumdog Millionaire)

Rubina Ali, Tanay Chheda, Ashutosh Lobo Gajiwala, Azharuddin Mohammed Ismail, Anil Kapoor, Irrfan Khan, Ayush Mahesh Khedekar, Tanvi Ganesh Lonkar, Madhur Mittal, Dev Patel und Freida Pinto
Der seltsame Fall des Benjamin Button (The Curious Case of Benjamin Button)
Mahershala Ali, Cate Blanchett, Jason Flemyng, Jared Harris, Taraji P. Henson, Elias Koteas, Julia Ormond, Brad Pitt, Phyllis Somerville und Tilda Swinton
Glaubensfrage (Doubt)
Amy Adams, Viola Davis, Philip Seymour Hoffman und Meryl Streep
Frost/Nixon
Kevin Bacon, Rebecca Hall, Toby Jones, Frank Langella, Matthew Macfadyen, Oliver Platt, Sam Rockwell und Michael Sheen
Milk
Josh Brolin, Joseph Cross, James Franco, Victor Garber, Emile Hirsch, Diego Luna, Denis O’Hare, Sean Penn und Alison Pill

### Bestes Stuntensemble
The Dark Knight
Hellboy – Die goldene Armee (Hellboy II: The Golden Army)
Indiana Jones und das Königreich des Kristallschädels (Indiana Jones and the Kingdom of the Crystal Skull)
Iron Man
Wanted

## Gewinner und Nominierte im Bereich Fernsehen
| Serie/Film                          | N | A |
| ----------------------------------- | - | - |
| 30 Rock                             | 3 | 3 |
| John Adams – Freiheit für Amerika   | 3 | 2 |
| Mad Men                             | 3 | 1 |
| Boston Legal                        | 3 | 0 |
| The Closer                          | 3 | 0 |
| Dr. House                           | 2 | 1 |
| Bernard and Doris                   | 2 | 0 |
| Dexter                              | 2 | 0 |
| Entourage                           | 2 | 0 |
| The Office                          | 2 | 0 |
| Recount                             | 2 | 0 |
| Weeds – Kleine Deals unter Nachbarn | 2 | 0 |

### Bester Darsteller in einem Fernsehfilm oder Miniserie
Paul Giamatti – John Adams – Freiheit für Amerika (John Adams)
Ralph Fiennes – Bernard and Doris
Kevin Spacey – Recount
Kiefer Sutherland – 24: Redemption
Tom Wilkinson – John Adams – Freiheit für Amerika (John Adams)

### Beste Darstellerin in einem Fernsehfilm oder Miniserie
Laura Linney – John Adams – Freiheit für Amerika (John Adams)
Laura Dern – Recount
Shirley MacLaine – Coco Chanel
Phylicia Rashād – A Raisin in the Sun
Susan Sarandon – Bernard and Doris

### Bester Darsteller in einer Dramaserie
Hugh Laurie – Dr. House (House)
Michael C. Hall – Dexter
Jon Hamm – Mad Men
William Shatner – Boston Legal
James Spader – Boston Legal

### Beste Darstellerin in einer Dramaserie
Sally Field – Brothers & Sisters
Mariska Hargitay – Law & Order: Special Victims Unit
Holly Hunter – Saving Grace
Elisabeth Moss – Mad Men
Kyra Sedgwick – The Closer

### Bester Darsteller in einer Comedyserie
Alec Baldwin – 30 Rock
Steve Carell – The Office
David Duchovny – Californication
Jeremy Piven – Entourage
Tony Shalhoub – Monk

### Beste Darstellerin in einer Comedyserie
Tina Fey – 30 Rock
Christina Applegate – Samantha Who?
America Ferrera – Ugly Betty
Mary-Louise Parker – Weeds – Kleine Deals unter Nachbarn (Weeds)
Tracey Ullman – Tracey Ullman’s State of the Union

### Bestes Schauspielensemble in einer Dramaserie
Mad Men

Bryan Batt, Alison Brie, Michael Gladis, Jon Hamm, Aaron Hart, Christina Hendricks, January Jones, Vincent Kartheiser, Robert Morse, Mark Moses, Elisabeth Moss, Kiernan Shipka, John Slattery, Rich Sommer und Aaron Staton
Boston Legal
Candice Bergen, Saffron Burrows, Christian Clemenson, Taraji P. Henson, John Larroquette, William Shatner, James Spader, Tara Summers und Gary Anthony Williams
The Closer
G. W. Bailey, Michael Paul Chan, Raymond Cruz, Tony Denison, Robert Gossett, Phillip P. Keene, Gina Ravera, Corey Reynolds, Kyra Sedgwick, J. K. Simmons und Jon Tenney
Dexter
Preston Bailey, Julie Benz, Jennifer Carpenter, Valerie Cruz, Kristin Dattilo, Michael C. Hall, Desmond Harrington, C. S. Lee, Jason Manuel Olazabal, David Ramsey, James Remar, Christina Robinson, Jimmy Smits, Lauren Vélez und David Zayas
Dr. House (House)
Lisa Edelstein, Omar Epps, Peter Jacobson, Hugh Laurie, Robert Sean Leonard, Jennifer Morrison, Kal Penn, Jesse Spencer und Olivia Wilde

### Bestes Schauspielensemble in einer Comedyserie
30 Rock

Scott Adsit, Alec Baldwin, Katrina Bowden, Kevin Brown, Grizz Chapman, Tina Fey, Judah Friedlander, Jane Krakowski, John Lutz, Jack McBrayer, Tracy Morgan, Maulik Pancholy und Keith Powell
Desperate Housewives
Kendall Applegate, Andrea Bowen, Charlie Carver, Max Carver, Ricardo Chavira, Gary Cole, Marcia Cross, Dana Delany, James Denton, Lyndsy Fonseca, Rachel G. Fox, Teri Hatcher, Zane Huett, Felicity Huffman, Kathryn Joosten, Brent und Shane Kinsman, Joy Lauren, Eva Longoria, Kyle MacLachlan, Neal McDonough, Joshua Logan Moore, Shawn Pyfrom, Doug Savant, Nicollette Sheridan und Brenda Strong
Entourage
Kevin Connolly, Kevin Dillon, Jerry Ferrara, Adrian Grenier, Rex Lee, Jeremy Piven und Perrey Reeves
The Office
Leslie David Baker, Brian Baumgartner, Creed Bratton, Steve Carell, Jenna Fischer, Kate Flannery, Melora Hardin, Ed Helms, Mindy Kaling, Angela Kinsey, John Krasinski, Paul Lieberstein, B. J. Novak, Oscar Nuñez, Craig Robinson, Phyllis Smith und Rainn Wilson
Weeds – Kleine Deals unter Nachbarn (Weeds)
Demián Bichir, Julie Bowen, Enrique Castillo, Guillermo Díaz, Alexander Gould, Allie Grant, Justin Kirk, Hemky Madera, Andy Milder, Kevin Nealon, Mary-Louise Parker, Hunter Parrish, Elizabeth Perkins und Jack Stehlin

### Bestes Stuntensemble
Heroes
The Closer
Friday Night Lights
Prison Break
The Unit – Eine Frage der Ehre (The Unit)

## Preis für das Lebenswerk
James Earl Jones